# Idé Gnandou
Idé Gnandou (* 22. August 1957 in Niamey; † 5. Januar 2007 in Neuilly-sur-Seine; auch Idé Niandou) war ein nigrischer Politiker. Er war von 1997 bis 1999 Finanzminister Nigers.

## Leben
Idé Gnandou dissertierte 1989 an der Universität Paris-Dauphine in Wirtschaftswissenschaften. Er wirkte von 27. März 1992 bis 23. April 1993 als Staatssekretär beim Minister für Finanzen und Planung Laoual Chaffani in der Übergangsregierung von Premierminister Amadou Cheiffou.
Staatspräsident Ibrahim Baré Maïnassara holte Idé Gnandou am 1. Dezember 1997 als Minister für Finanzen, wirtschaftliche Reformen und Privatisierung in seine Regierung. Bis dahin war Ahmadou Mayaki Finanzminister gewesen. Von 29. Dezember 1998 bis 16. April 1999 fungierte Gnandou zusätzlich als Regierungssprecher. Er gehörte neben Premierminister Ibrahim Hassane Mayaki und Außenminister Maman Sambo Sidikou zu den moderaten Kräften in der Regierung. Diese lehnten es ab, Mitglieder der neuen Partei RDP-Jama’a des umstrittenen Staatspräsidenten zu werden und waren dafür Angriffen ausgesetzt. Nach dem gewaltsamen Sturz Ibrahim Baré Maïnassaras schied Idé Gnandou am 20. Juli 1999 aus der Regierung aus. Sein Nachfolger als Finanzminister wurde Saïdou Sidibé.
Zuletzt war Gnandou als der Landesvertreter der Weltbank in Guinea tätig. Er starb 2007 im Alter von 49 Jahren.

## Schriften
- La théorie des anticipations rationnelles et la nouvelle macroéconomie classique : portée, sens et signification pour l’analyse économique avec une étude de comportements économiques au Niger. Thèse de doctorat. Université Paris-Dauphine, Paris 1989.